# Omari Aldridge
Omari Donovan Aldridge (Coquitlam, Columbia Británica, Canadá, 6 de febrero de 1984) es un futbolista sanvicentino nacido en Canadá.
Jugó al fútbol universitario con la Saint Francis University y los Bowling Green Falcons. En febrero de 2008 firmó para jugar una temporada completa con el Beijing Hongdeng F. C.
En cuanto a fútbol internacional, Aldridge hizo su debut con la selección de fútbol de San Vicente y las Granadinas en un partido amistoso contra Guyana.